# なんと孫六
『なんと孫六』（なんとまごろく）は、さだやす圭による日本の野球漫画作品。『月刊少年マガジン』（講談社）にて1981年3月号から2014年6月号まで連載。「連載期間33年」は日本の月刊少年誌における最長寿漫画であった。単行本は全81巻。

## 概要
さだやす圭の描く漫画の主人公の例に漏れず、主人公の甲斐孫六が豪放磊落な性格で各所で問題を起こしつつも、最高の男へと前進していく漫画である。当初は不良高校生の争いからスタートした物語だが、高校野球（地方予選、甲子園、日米親善）を経て、プロ野球入りと謹慎、プロゴルファーとの対決の後、アメリカ・メジャーリーグが舞台となり、最終的には野球日本代表での戦いで完結となった。
なお甲斐孫六など主要キャラクターの一部は、本作品の完結後、同作者の『フォーシーム』に登場しており、両作品が世界観を共有していることを示している。

## あらすじ

### 高校編（単行本1巻-25巻）
大阪の底辺に近い浪城高校に入学した甲斐孫六（左投左打）は、「浪城BIG3」と呼ばれた鮫州、叶、山形を2週間で倒し、浪城の番長となる。このことを嗅ぎつけた大阪各地から様々な刺客が来るが、ことごとく甲斐により倒され、キタで甲斐の名が轟く。
その一方、野球センスを見込んだ野球部顧問の辰巳により、野球部に入り、1年生から野球部のエースで4番となる。甲斐は「孫六ボール」なる揺れ動く速球を武器に、野球部で唯一「孫六ボール」を捕れる永淵強や、朝田らと共に大阪大会を勝ち抜き甲子園へ出場。山形、鮫州らを加えた甲子園では3種類の落ちる球を操る早業・中条や、強力打線の坂田高校、ラフプレーを仕掛けてくる浜虎高校等並みいる強敵を倒して、決勝で北海道の北王学園と対戦。延長戦にもつれ、北王の主軸・藤堂を打ちとった直後、次打者に気が抜けた球を打たれ、サヨナラホームランとなり、浪城高校は準優勝に終わる。その後、日本選抜に選ばれた甲斐は、アメリカ代表を相手に5戦5勝の活躍を見せる。
帰国後、甲斐を倒すために神戸から浪城高校に編入してきた比留間（ひるま）三兄弟、更に拳法の達人・劉をも倒す。そして大阪制覇を狙う全無連（ぜんぶれん）会長の千皇明と対決。仲間の鮫州・朝田などが次々と全無連の手にかかり、甲斐は千の邸宅に乗り込み直接対決をする。甲斐の投手としての生命である指を折られながらも、死闘の末に千を追い詰めるが、甲斐が千を殺そうとした直前に辰巳と山形に止められ、更に警察まで現場に来てしまい、甲斐は逮捕される。あわや殺人事件となったこの事件が公になり、起訴こそされなかったが、日本高等学校野球連盟（高野連）より追放処分を受ける。

### プロ野球編（単行本25巻-43巻）
高校野球を追放された甲斐だが、当時パシフィック・リーグ4連覇中の武蔵レンジャーズ（モデルは西武ライオンズ）が孫六を2年間球団職員として雇おうとするものの（連載当時のルールで認められていたドラフト外入団を狙ったもの）、甲斐は武蔵、及びオーナーの畝のやり方に反発し、これを拒否。また球界の盟主・東京シャイアンズ（モデルは読売ジャイアンツ）、またはメジャーリーグまでもが手を出そうとしたが、メジャーに甲斐が行くことにより、アメリカが日米間のルールを捻じ曲げにくると感じた佐伯コミッショナーにより、その年のドラフトで特例が認められ、甲斐はプロ12球団から指名を受け、パ・リーグのお荷物球団の大阪ジョーズ（モデルは南海ホークス）への入団が決まる。
ジョーズ入団後もシーズン前までは大問題を起こし続けるものの（この騒動の一つに、背番号6をジョーズの主砲・明石と争うことがあった。1打席勝負で戦い、その結果明石は背番号60に、孫六は6を鏡写しのように左右を裏に返した「逆6」、となった）、シーズンが始まると、エース・飛島を差し置いて開幕投手に指名され、投手だけでなくDH制度を外して打席にも立ち打者としても大活躍をして、パ・リーグ各球団から破竹の5連勝、更に4月は投手部門の月間MVPまで獲る（打者部門でも獲りかけていたが、打者は明石に落ち着いた）。しかし、この直後に甲斐は暴力団の蔭山にはめられてしまい、野球賭博疑惑に巻き込まれる。更には女房役の今が、蔭山の幼馴染で凶暴な怪物“はるみ”に人質に取られてしまい、はるみに脅され続け廃人同様になった今を助けるため再び大乱闘を起こし、殺人未遂で再び逮捕される。

### 野球浪人時代編（ゴルフ編）（単行本43巻-49巻）
逮捕後、野球界からの永久追放は確実と見られていたが、甲斐が野球賭博に関わったというのは実は暴力団にはめられたこと、更には今を助けるため殺人未遂を犯すまでに追い詰められたという甲斐の主張もあり、佐伯コミッショナーは甲斐に無期謹慎を言い渡し、自らの家に引き取り再教育を施すことを宣言。しかしその謹慎中に、甲斐は佐伯コミッショナーの息子の扇動に乗る形でゴルフを始め、日本のゴルフ界を牛耳っていたビッグ緒方（ジャンボ尾崎がモデル）一派の中核である「小政」こと政木渉、「大政」こと政岡尚一を次々と撃破、最後はビッグ緒方本人にも勝利する（この結果ビッグ緒方は日本ゴルフ界から追放となったとされる）。
そしてビッグ緒方との対決が終わるや否や、またもや問題が発生。今度は大阪ジョーズの福富オーナーが、ジョーズの母体企業の経営難を解消するためにメジャーリーグのロサンゼルス・ブルースターズに甲斐を売ろうとするが、甲斐は自分の意思ではないとこれを拒否。甲斐は、彼を何としてでも獲ろうとしていた東京シャイアンズを利用し、ジョーズから自由契約を勝ち取る。
自由契約後、シャイアンズとの約束を破ったため、甲斐は日本では契約を結べなくなってしまった（甲斐が「自分が自由契約になったら、伝統のあるセリーグの球団でやりたい」と、シャイアンズの高力オーナーに伝え、高力の助力もあり甲斐は自由契約となった。直後、高力は甲斐にシャイアンズに入るように求めたが甲斐は「別にシャイアンズだけが伝統のあるチームちゃう」と言い、高力の怒りを買ってしまい、高力の圧力により再度オーナー会議が開かれた結果どの球団とも契約が結べなくなってしまった）。佐伯コミッショナーも甲斐を再教育することを諦め「曲がった幹のまま太くなっていけばいい」と謹慎を解除したため、甲斐は半ば追放された形となった日本球界を後に、新規に契約する球団をメジャーリーグに求め渡米した。

### アメリカ編（単行本49巻-77巻）
しかしシャイアンズが「甲斐は日本で八百長に関わった投手である」というデマをメジャー各球団に流したため、更にはワールドシリーズ3連覇中のニューヨーク・ナイツ（モデルはニューヨーク・ヤンキース）のオーナー、アーネスト・バーンスタインと交渉中に大ゲンカしてしまい、甲斐と契約したいという球団はなかなか現れず、アメリカをほぼ横断した結果、新規球団のナショナルリーグ西地区に所属するアリゾナ・カウボーイズ（モデルはアリゾナ・ダイヤモンドバックス）に入団。甲斐は当初クローザーだったが、終盤は先発陣のコマ不足と甲斐本人の「自分は本来先発完投型の投手である」という自負から先発マウンドにも立ち、西地区優勝、更にはプレーオフも勝ち上がり、ワールドシリーズで因縁のニューヨーク・ナイツと対戦する。

### WBT編（単行本78巻-81巻）
ワールドシリーズMVPに輝きメジャーで頂点を極めた甲斐、しかし喜びも束の間そんな栄光の彼に待っていたのは、一人の少年の放った一発の銃弾だった。緊急手術によりなんとか一命は取り止めたものの、この事件により球団から、もう剛速球は投げられないと判断され戦力外となってしまう。そのまま戦力外のヒーローとして日本に凱旋帰国を果たした甲斐だったが、会見の最中、突然倒れ再び病院に搬送され、彼の身を心配してかつての女房役の永渕、山形、明石など懐かしの面々が次々と駆けつけ、山形、明石はそれぞれWBT日本代表に選出された事を報告し、甲斐も再起に向けて代表入りの意欲を表すが、メジャーはおろか日本の球団からも声のかからない甲斐に「そんな胸に穴が開くような大怪我をして以前の様なピッチングは出来ないから野球は諦めろ」と諭す明石にそれでも「俺のピッチングを見たわけじゃないだろ」と噛み付き以前と変わらぬ野球への意欲を見せる甲斐だったが、「わからず屋」と切り捨てられてしまう。退院後、無一文で行くあてもない甲斐はかつての恩師、辰巳の元に身を寄せ、浪城のグラウンドにかつての仲間や記者陣を集めて自身の健在ぶりと代表入りをアピールするため明石との対決に臨むことになるが、以前とは程遠い力ない棒球を連発しメッタ打ちにされる。それでも諦めず投球を続ける甲斐に明石は「突き落とすのは大人の仕事」と更に容赦の無いメッタ打ちを浴びせる。しかし永渕と明石はメッタ打ちにされながらも甲斐の必死の投げ込みの中で、徐々に「もしや」と孫六ボールの復活を予感する。そして「やはりダメか」と記者陣が引き上げようとした時、最後に放たれたボールは明石のバットを粉砕する。マスコミへ自身の健在ぶりをアピールした甲斐は永渕に「世界を見せてやる」と二人での代表入りを誓って、強とトレーニングを開始した甲斐であったが、待てど暮らせど代表入りの声が掛からず業を煮やした甲斐は、以前自由契約獲得の際に煮え湯を飲ませた読切新聞の圧力があることを突き止める。まともな方法では代表入りは難しいと判断した甲斐は、外人記者へ自らの復活と代表入りアピールを行う事により、日米の世論を味方につけ、さらにはアメリカの有力団体をも動かし、代表入りを強引に認めさせた甲斐は強を連れ代表キャンプへと乗り込んだが、そこでシャイアンズの中心選手である前年度セリーグ三冠王、御子柴翔に「俺のボールを捕れるのは、この永淵強だけだ！」と啖呵をきり、いきなり衝突する事になる。そんな波乱含みの中、スタートした代表キャンプ、なかなか調子が上がらず苛立つ甲斐は、マスコミの手前、敗北は許されない、いちかばちかの勝負を御子柴に持ちかけるのだった。

### 月マガ創刊40周年記念　特別読み切り
連載終了後に、月マガ創刊40周年記念の特別読み切りとして2015年9月号と10月号に前後編で掲載された、WBT編以降のその後の話。WBTでの大活躍により完全復活をアピールした孫六にはメジャーからオファーが殺到。数チームに搾り契約の為に渡米した孫六だったが、ほどなくして金目当てで近づいて来た女に、濡れ衣のレイプ犯の容疑をかけられ逮捕されそうなり逃亡。帯同のダニー小柴の機転により、容疑が晴れるまではメキシコへ行き身を隠すように言われたが、ガス欠で立ち往生中の国境付近で、アメリカへの不法入国でメキシコから労働者を斡旋している農場のトラックに出くわす。孫六は不法入国者に紛れてチャイニーズの孫六龍（ソン・リューロン）と名乗り農場へ乗り込む。

## 孫六ボール
投手・甲斐孫六の最大の武器は、投げた直後から揺れ動きながらミットへ納まる「孫六ボール」である。打者からはボールが自身に向かってくるように感じ恐怖を感じ、バントですら困難な球であり「打者に威圧と幻惑を誘うストレート」と言わせる程。球威抜群で、打っても球が重くてなかなか飛びにくい。特にここ一番では、握っている左手から蒸気が発せられ、威力・球質とも増す。対戦相手からは「骨にひびく」と言われるほど球威があり、試合で孫六ボールを打った打者の骨が骨折したり身体を痛める程。
それでいて、甲斐自身の下半身・背筋力の強さは抜群で制球も安定しており、コーナーに簡単に投げ分けられる能力はある。しかし、甲斐自身が向こう気が非常に強い性格で、特に感情が高ぶった時には、必ずと言っていいくらい威力のある球を相手のスイートポイントに投げ込む。だが、この球を打った打者はほとんどおらず、特に左打者にはワールドシリーズまでホームランを打たれたことはなかった。
激しく揺れ動く球のため、スピードガンでは同一の投球が130km/hから160km/hまで様々な球速で計測されてしまい測定は不可能。現実の変化球にカテゴライズすれば「高速のナックルボール」という表現が最も近い。
このようにとんでもない球であるが、それが故に普通の捕手では取れず、専属の捕手が受けることとなる。この球を受けるには甲斐を完全に信じ切って、ミットを構えた所からそのままの状態でないと捕れない。下手に捕りにいく捕手では捕球不可能である。
浪城高校時代は永淵強しか取ることが出来ず（決勝戦では、準決勝で左手を負傷した永淵が、左利き用のミットを用意して甲斐の球を受けていた）、ジョーズ入団後は正捕手の畑がキャンプでこの球を取り損ね骨折、他の捕手でもとれない状況の中、甲斐は同期入団の今雄二（こん ゆうじ）なら孫六ボールを捕れると言い放ち、投手だった今を無理矢理捕手にしてしまい、今が孫六ボールを取れた為、彼を専属捕手にしてしまう。カウボーイズでは、控え捕手のペレスが取ろうとしたが失敗、正捕手のリッツは打撃優先タイプの捕手で守備がイマイチなため、ハワード監督に受けることを制止されてしまう。そして甲斐が自らの捕手に指名したのは、孫六ボールをアメリカで最初に取ったハワードであった。ハワードは10年前に引退して監督をやっていたが、他に孫六ボールを取れる選手がいないことによりプレイングマネージャーとして現役に復活した。
高校時代はともかく（永淵は2番を打っていた）、ジョーズの今、カウボーイズのハワードは捕手で試合に出た時は甲斐の前の8番打者を打つが、だいたい打線の穴となっている（ただし甲斐の前に出塁して、サヨナラのお膳立てをしたことはある）。結果として甲斐が登板することは「貧打の専用捕手の出場を伴う」というリスクが生じるように描かれている。
ちなみに長年の間、原理は不明であったが世界観がほぼ一致しているフォーシームにて見解が出されている。
それに拠れば孫六ボールの正体はあまりにも強烈過ぎるムービングファストボールである。

## 登場人物

### 甲斐孫六
本作の主人公。物語開始時点で大阪浪城高校1年生｡
両親とは絶縁状態。事実、全無連との抗争の際に目を負傷して治療のために眼科に入院したが、両親は見舞いに来なかった。
負けず嫌いな性格で、喧嘩や野球をはじめとして勝負事では勝つためならなんでもする男｡ 命知らずな無鉄砲な面を持っており、本人の信条として「自身の喧嘩では中途半端は無く自身に歯を向いた奴は絶望しか無い」とのこと。一方でやや熱くなりやすいところもあり、相手の挑発にのって自分のペースを乱してしまうことも時折ある。喧嘩の腕は超一流。小柄だが、相手の弱点・負傷箇所を徹底的に攻撃する、相手の頭部をコンクリートの壁に押し付けたまま走り顔面を摩り下ろす、自分が予め準備したもの・偶然その場にあったものを問わず武器の使用も厭わない（はるみ戦では木製バットを持参したほか、舞台となったゆめのくに遊園地が工事中であったことからクレーン車をも利用した）等容赦のない戦い方で、74巻現在まで作中では無敗（高校編での山形との対決では実質引き分けに終わる）。
決して無鉄砲なだけではなく、いろいろな裏工作にも長けており、策略を弄し自分を手駒にしようとした相手には殆ど煮え湯を飲ませている。ただ正面からぶつかってくる相手に対してはそれなりに真摯な態度を示し、自分を「真人間」にしようと悪戦苦闘した佐伯コミッショナーに対しうるさく思いつつも敬意を払っている描写がある。
類稀な野球センスを持ち、投球・打撃とも非常にレベルが高く、プロ入り時のキャンプでジョーズ首脳陣が投手として育てるか打者として育てるか迷うほどであった。三冠王中道も「野球をやるために生まれてきたような男だ」と絶賛し、記者からは「走・攻・守に加えて投の四拍子そろった」プレイヤーと称されたこともある。相手選手が一流であればあるほど燃え、マウンドでも打席でも言葉・行動両方による駆け引きを積極的に行い、心理戦にも非常に長けている。自分の身を案じず、相手のプライドを徹底的に破壊する駆け引きや強心臓なやり口にはチームメイトも呆れる一方で、その反面甲斐を「敵ならこれほど腹立つ奴はいない」「敵に回したく無い」「チームメイトで良かった」と言わしめる程。メジャー編からは「クレージーキッド」の異名がつけられた。
食欲が非常に旺盛で、浪城高校入学に際して辰巳に「毎日学生食堂でステーキを食べさせる」ことを約束させた。大阪ジョーズ入団以降も朝からステーキを食べるなど、特に肉に対して強い執着を見せる。甲子園1回戦では前日に浪城高校OBから差し入れされた牛肉を独り占めした結果、翌日の試合でフラフラになり、体調不調に陥り試合終盤に脱糞という失態を犯した。そしてリーグチャンピオンシップでも前日に相手チームのディブ・ルースとステーキショップで肉を巡って乱闘騒ぎを起こして店を目茶苦茶にして、駆けつけたハワードからチームへの背信行為として、罰金を食らっていたり、凱旋帰国後の会見中、肉の食べすぎで重度の下痢になり病院に搬送されていた。

#### 投球
「孫六ボール」（別記）という速球を武器に各チームの強打者に対峙する。真っ向勝負を好み、ど真ん中（もしくは打者にとって最も打ちやすいコース）に投げ込むことを信条とし、「投手本能で投げてる」「とことん強気」と称される。変化球の類いは投げることができないが、遅球（チェンジアップ）は投げられ、「孫六ボール」を待っているバッターへは意図的に遅球を投げたりする。待球策などの策を取ってくるチームには怒りが限界近くにまでになり、試合後半でも球威は衰えず更に増していく。屈辱的な失点をした際はペースが乱れ荒れ球を連発することがある。打ち込まれても途中降板することを嫌い、監督が降板を告げに来ても拒否したり、控え投手がブルペンで準備しているのを止めさせたりする。しかし甲子園大会3回戦では逆転満塁本塁打を打たれ山形に交代した。またロサンゼルスウォリアーズとの優勝を賭けた最終3連戦の初戦では、自らの疲労過多と専用捕手のハワードの体力が限界を迎えたため、自ら降板を申し出て、信頼するジョンストンに後継を任せた。

#### 打撃
抜群の打撃センスを持ち、日米のプロ野球の一流打者をも凌ぐ。変化球には翻弄される場面が多いもののストレートには滅法強く、ハワードからは「変化球は今ひとつだが、真っ直ぐならなんとかする」とストレートに対しての強さを高く評価している。高校野球では4番を、大阪ジョーズでは3番（当初は9番だったが登板5試合目以降は3番打者となった）を、「アリゾナカウボーイズ」では4番（ワールドシリーズにて）を打った。ワールドシリーズで対戦したナイツの選手は孫六のバッティングを見ると4番に孫六を選んだのを「正しい選択」と評価する程。甲斐自身があまりにも強力な打者であり、かつ所属チームにおいては（甲斐と比べて）ヒットを期待できる打者が少ないため、甲斐が敬遠される場面も少なくない。投球の際とは異なり試合前などから様々な戦術・策謀を巡らし相手投手を挑発や翻弄し、プライドや感情を揺さぶって打ち込もうとする。ただし目的は「相手投手の最高の球を投げさせ、それを痛打して相手の心を折る」というものであり、失投を故意にカットしてプライドを刺激し、自慢の決め球を投げさせてそれを打ち砕く事が幾度もあった。
自身の事を危険に晒す事も厭わないその命知らずな過激な戦術や策謀には観客からブーイングが出ることもある。そのマウンドに立つ時とバッターボックスに立つ時とであまりにもプレイスタンスが異なるため、ジョーズの明石らからは「2つの顔を持っとる」「10年20年巣喰ってるような古狸」等と評されている。インコースや危険球などに脅える事はなく、自身に来る危険球などは超人的な反射神経で球を避ける。打者としても超一流であるため投手として出場する際以外も先発起用されることが考えられるが、監督が他の野手に配慮しているためか、甲斐が投手としての出場に拘っているためか、野手として先発することは現時点では無い。しかしワールドシリーズ第1戦、WBTブラジル戦においては、甲斐の打撃を活かすため「4番・指名打者」で先発出場した。
本来は左打ちだが、右打席でも敬遠球のような外角高めのボール球ならば打てる（悪球打ち）メジャー編では自身を敬遠しようとした際に、右打席に入って、相手の平常心を失わせる策を使って敬遠球を打った事がある。

#### 守備・走塁
守備能力は高くピッチャー返し・バント処理等で機敏な動きを見せる。投手以外で守備に就くことは無い（甲子園大会3回戦では例外的に三塁手に就いたことがあるが守備機会は描かれなかった）。走塁に関しては、何度もランニングホームランを成功させ俊足であることがうかがえる。ただし性格上暴走気味の走塁をすることがしばしばある。

#### 仲間
闘いにおいて仲間が人質に取られたり傷付けられたりした場合は強い怒りを表す。甲斐は闘いにおいて群れるのを嫌うが、山形はその理由を「連中を全部守り切る事はできん」「一匹狼の方が傷つく仲間を見んでええ」からと指摘した。試合においてはチームメイトに対して毒づくことが多いが、一方で信頼している言動もみられる。大阪ジョーズについては、チームを退団する際明石に対して、明石・バラザード・万座・今・飛島・監督の名を挙げ「（みんなで）優勝してわーっと御堂筋パレードしたかった」とチームメイトへの思いをしみじみと語った。

#### 優勝
甲斐は甲子園大会では準優勝、プロ野球ではシーズン途中で離脱したため優勝経験が無く、優勝することに強いこだわりをもっていた。ジョーズからブルースターズにトレードされる話を聞かされた際は「日本でまだやり残したことがある」と拒否した。またカウボーイズが所属するナ・リーグ西地区の優勝を賭けた3連戦初戦での国家独唱の際、チームメイト達に甲斐が優勝への決意を静かに語る場面が描かれた。西地区優勝を決めた最後のイニングでは、平常心を失い失投を連発した。そして第七戦までもつれ込んだワールドシリーズにてナイツを撃破し悲願の優勝を果たした。

### 高校編での登場人物
永淵強（ながふちつよし）
浪城高校1年生。野球部員。右投げ右打ち（左手を負傷した際は、「孫六ボール」を捕球するためミットを右手に付けた）。守備位置は捕手。長打は少ないが重要な場面で繋ぐ巧打者。野球部において唯一「孫六ボール」をミットで捕球できる部員。「浪城BIG3」の鮫州からかばってもらうためとっさに甲斐に助けを求めた。元々は天王寺高校を受験するも不合格となり、他に受験したのが浪城だけだったため浪城高校に入学した。低身長で華奢な身体のため喧嘩には向いておらず、敵方に捕らえられ人質となることもある。時折強い精神力を発揮し、甲斐達から信頼を得ていった。孫六からも「ゴキブリみたいにしぶとい奴」と言わしめる程。「マコ」という妹がいる。WBT編では天王寺高校へ再入学して1年生からやり直している状況だが、甲斐の復活の為に練習相手としてチームに無断で帯同して、チーム内での風当たりも強かったが、最終的に「孫六ボール」を捕球できる捕手が彼のみという首脳陣の判断から、背番号0を与えられ晴れて正式に代表選手として帯同することになる。「孫六ボール」を捕れるのを見たコーチやメジャーのスカウトからも「なぜ捕れるのか」「よく捕れる」と驚かれていた。
辰巳（たつみ）
浪城高校教員。野球部顧問・監督。かつて沖縄に逃げた生徒を追い、3本の短刀が胴体に刺さった状態でなおその生徒を連れ戻したことから「マムシの辰」という異名を付けられた。草野球をしてた甲斐を浪城高校に勧誘した。勤務時間中に飲酒する等一般的な教員としての常識に欠けるところはあるが、部活動・喧嘩において生徒の保護者たろうと努めている姿勢から甲斐・山形達からは「辰っつぁん」と呼ばれ、厚く信頼されている。剣道三段、柔道五段の腕前を持つ。WBT編で無一文の甲斐が身を寄せた際は痛風など様々な病気を抱えて医者から飲酒は止められているが、飲酒振りは相変わらずである。
金城（かねしろ）
浪城高校2年生。入学初日で3年生を倒したが、その3年生が属している「鮫州派」の領袖鮫州により報復された。入学当初は「極道を目指している」と語り、孫六に対しても密かに対抗心を抱いていたが、鮫州の報復を受けて以降は大人しくなった。情報収集に長けており、全日本無頼連合との抗争においては朝田と共に二重スパイとして活躍。
鮫州正義（さめずまさよし）
浪城高校3年生。「浪城BIG3」の1人。野球部員。右投げ右打ち。守備位置は二塁手。独特の信念に基づき、朝田とは違いしばらくは野球部に入らなかったが、甲子園大会出場を前に甲斐が故障したため（なお「甲斐が故障した」というのは鮫州・山形を入部させるための甲斐の演技）甲斐の助けになろうと入部。入部した時に備え地区予選中はバッティングセンターに通っていた。通常は二塁を守るが永淵が欠場する際は永淵に代わり捕手を務める。「孫六ボール」をミットで捕球することができないが、屈強な肉体を活かし胴体で受けとめる案を思いついた。喧嘩では甲斐に敗れ、以降は甲斐をお頭と呼んで仰ぐ。千との闘いにおいては人質となったが、自身のために甲斐が屈服させられることを避けるため自ら命を絶とうとした。WBT編では卒業して土木作業員となっている。
叶（かのう）
浪城高校3年生（登場時）。「浪城BIG3」の1人。小柄な体格だか抜群のナイフ技術を持ち甲斐を苦しめた。甲斐の制服に切れ込みがあるのは叶のナイフによるもの。身長がコンプレックスであり禁句、甲斐に指摘された時には周囲が青ざめて山形ですら眉をひそめた。鮫洲が孫六に倒された為に打倒孫六に動きだす。勝負には命をかけており辰巳に偽情報で校外に出した時に報復を恐れた部下に命がけで番を張ってると威圧する。過去には喧嘩相手の目を抉るなどの行為も行っている。組織力や策略に長けており金城を使い永淵を誘い出して人質に取る。教室内で机を床に張り付けてそれを利用して四方八方から相手を切り刻んでいく戦闘法。甲斐には机を剥がされ、乱入した鮫洲により屋外に出されスタミナ切れによりもはや甲斐には通じずにナイフを全て出されて地面に倒される。ケツの穴にまでナイフを隠し持っていたため甲斐には「ええ根性やで、褒めたるわ」と賞賛の声とともに顔を踏みつけられ山形の制止により決着。後には登場せず、学校にも登校していてない。理由は不明だが甲斐は叶に切られた学ランを学生時代はそのまま修復する事もなく着続けていた。
山形勲（やまがたいさお）
初登場時は浪城高校3年生。「浪城BIG3」の1人で、リーゼントが特徴。野球部員。右投げ右打ち。守備位置は三塁手。浪城高校野球部においては甲斐に次ぐ打撃を誇る。また空手で鍛えた運動神経を活かし守備も堅実。強肩だが、甲子園大会4回戦（準々決勝戦）にて甲斐に代わって登板した際は打ちごろと評された。甲子園大会決勝戦においては脚を負傷（本来ならば全治3週間）していたため一塁を守った。鮫州と同様甲子園大会第1回戦まで野球部への入部を見合わせていた。過去に喧嘩によって人を殺め、そのことを深く悔恨している。そのため浪城高校に入学してからは一度も喧嘩をせずに「浪城BIG3」にまでなった。喧嘩では甲斐を心肺停止状態に追い込んだが、復活した甲斐に敗れた。鮫州のように甲斐を親分と仰ぐことはせずに対等な立場で接するが、甲斐を浪城高校の番長として立てている。永淵に『甲斐君が飛車なら(山形は)角』と評されるほどの男。WBT編では大学野球部に所属し代表に選出される、その打撃センスは甲斐から「飛ぶが如く」と称されるほどで、代表では並み居るプロの強打者を差し置き3番打者に大抜擢される。甲斐も驚く程の打撃センスを発揮した。
朝田太郎（あさだたろう）
初登場時は浪城高校1年生。野球部員。右投げ右打ち。守備位置は一塁手。元力士。腕力はあるためボールに当たれば強い打球を打つがなかなかミートできない典型的な一発屋。大阪府地区大会決勝戦においては甲子園出場を決めたサヨナラ本塁打を打った。永淵・鮫州が相次いで退場した際は捕手を務めた。入院中に狼藉していたところを甲斐に倒され、以降は浪城高校に入学し甲斐を親分と仰ぐ。ただし他校との闘いにおいては何度か敵方に寝返ったり、部活動においては「孫六ボール」におののいたりと、同じ巨漢の子分でもガッツと男気にあふれ、体を這ってでも甲斐を守ろうとする鮫州とは対照的な描写がなされた。WBT編では2年生になっており、浪城の番格を務めている様子。
永淵真子(ながぶちマコ)
永淵強の妹。中学生。甲斐が一目ぼれをした。以前は秀才タイプが好みだったらしいが甲斐達と会ってからは山形に好意を抱いており、孫六の事に対して、腹黒な一面があり、不信感を持っている。

### プロ野球編での登場人物

#### 大阪ジョーズ
甲斐が入団する前は「球界のお荷物」という位置付けをされ、12球団競合の末に甲斐を引き当てた際は球界関係者から「ダイヤが泥に投げ込まれた」と大きく嘆かれる様子がうかがえた。身内選手同士で乱闘をしても「警察」の一言で乱闘が鎮まることから、首脳陣からは「どういう人生歩んでるのか」と呆れられる程。甲斐入団後、キャンプ中にガス爆発事故を起こしたことで「最下位確定」と切り捨てられるほど優勝争いを絶望視されていた。ところが甲斐がチームを鼓舞して自らもローテーションの主軸を担ったことで最終的にリーグ優勝を果たす。
福富
大阪ジョーズのオーナー。本業はかまぼこメーカー「カネトミ」の社長。
明石
大阪ジョーズの主砲で4番打者。選手達から親分と呼ばれ慕われており、強面だが面倒見が非常に良く、WBT編では甲斐から借金を頼まれていた。チームの絶対的な精神的支柱。別名ミスタージョーズ。自身の背番号に6を希望した甲斐との一打席勝負の結果が互いに自分の負けだと言い、背番号を6から60にした。背番号6→60。
バラザード
明石と共にジョーズのクリーンナップ打つ黒人選手。直球には滅法強いが変化球に脆い。権藤曰く「落ちる球打ててれば、日本に来てない」。かなり気性が荒く周りからもかなり恐れられており、孫六ともたびたび衝突している。日本の大きい風呂が好きであり、ホテルに来た時に孫六が風呂を壊した事に腹を立てたことがキッカケとなってガス爆発事故が発生した。背番号42。
飛島
大阪ジョーズのエース。投手陣のリーダーで、選手達からはエンペラーと呼ばれている。甲斐が入るまではエースだったが、15勝てば15負けるタイプで、ポカが多い投手だった。スライダーとシュートを巧みに使い分ける。背番号は21。ジョーズ首脳陣は、甲斐に背番号を選ばせる際、「21は飛島（トビ）のものだからアカン」と伝えていた。
万坐
ジョーズの1番打者で選手会長、俊足功打、前年の盗塁王。すぐ青筋を立てるほどの癇癪持ちから「スジ万」と呼ばれている。リラックスするためにガムを噛んでいる。背番号2。
喜国
ジョーズの3番打者。メガネをかけており、選手やマスコミ達からは教授（プロフェッサー）と呼ばれている。打撃能力は非常に高く、長打力こそ低いが、広角に打てるスプレータイプの打者。ただし肩は強くはない。感情をほとんど表に出さず、周囲に惑わされず、自分の成績のみを考えている選手。前年度の首位打者でプロ中のプロとも超個人主義とも呼び名は高い。背番号10。
今雄二
孫六と同期にドラフト6位でジョーズ入団、顔は永渕に似ている。当初投手だったが、顔が永淵に似ているという理由で、孫六に目を付けられ半ば強引に捕手させられている。恐怖心からミットを動かさずボールを取ろうとしなかったため、球団選手で唯一孫六の球を捕球した。そのため無理矢理孫六専属捕手に転向させられた。孫六とコンビを組むようになってからはストレスに悩まされる場面が出ていた。甲斐退団後は、再び投手に戻り、WBT編ではリリーフや先発で活躍している姿が描かれており、自身のせいで辛い目に合わせてしまったことと自身の事情と我儘で再び捕手をやってくれとは頼めない甲斐の気遣いと、捕手としては練習をしてない諸事情から甲斐の専属捕手として代表には招集されていない。メジャーから戻って来た孫六に以前はカッコ良く投げようとしてたが、孫六のボールを受けてきた事で「孫六ボール」のようなえげつないボールが1番だと言う考えをするようになったと話している。背番号59。
権藤
ジョーズの監督。薄い頭髪で、普段はおとなしいが、時々語気を強めた発言や過激な考えをする。背番号は6番以外ならなんでも良いと言った甲斐の背番号を、まともな数字は甲斐には合わないからと逆さまの番号がピッタリだと6を裏返しにした（逆6）に決めた。

#### 武蔵レンジャーズ
畝
武蔵レンジャーズの若き球団オーナー。甲斐の強心臓を評価しており、甲斐には5年間プロでプレーさせた後で政治学を学ばせ、外務大臣に育て上げようと画策していた。モデルは堤義明。
室岡
武蔵レンジャーズの幹部。孫六を球団職員として囲い込み、武蔵に入れようと画策した。最初は孫六に対して紳士的に振舞っていたが、孫六が囲い込みを拒むとすぐに凄むような態度に出た。辰巳の家から麻薬が見つかったことをネタに脅して囲い込みしようとしたが、孫六のおちょくりにより心労を負い、囲い込みも失敗した。
沼
レンジャーズの監督。モデルは森祇晶。
中道
日本一の右打者とも呼び名の高いスラッガーで前年度を含め過去三度の三冠王に輝いているが、練習嫌いの上にチームプレーに協力しない。対孫六のため大型トレードで中京ドジャースからレンジャーズに移籍してきた。孫六について「野球をやるために生まれて来た」と評している。モデルは落合博満。
清洲
中道を師と仰ぎ、22歳でレンジャーズの主砲を打つ若きスラッガー。テレビ番組出演時に途中から乱入してきた孫六の挑発に激怒して乱闘未遂騒ぎを起こして年俸を1億から5千万に減俸された。背番号3。モデルは清原和博。
慶良間
速球王の威名を持つレンジャーズの投手。ジョーズ戦にて孫六との対決にてMAX160Kmを記録した。
刈目
レンジャーズの投手作年度シーズンと日本シリーズでMVPに選出された。背番号47。モデルは工藤公康。
垂水
レンジャーズの投手。家庭の都合で高校中退の末職員として入団。その後頭角を現し前年度18勝5敗で最多勝に輝く。練習中偵察に来た孫六に挑発され対決し場外ホームランを浴びる。
冬木
レンジャーズ外野手。モデルは秋山幸二。
オレステス
レンジャーズでクリーンナップを打つメガネの黒人選手。モデルはオレステス・デストラーデ。

#### 日鉄ファイヤーズ
開幕戦で孫六が初めて対決したチーム。
近藤
ファイヤーズの監督。モデルは近藤貞雄。
西垣
ファイヤーズの投手。開幕戦で孫六と投げ合った。モデルは西崎幸広。
レジー
ファイヤーズ3番DH。前年度42本塁打。112打点でチーム打点王となる。孫六の内角攻めに切れて乱闘未遂を起こし退場となる
真内
孫六対策のため神鉄からトレードで入団した。一塁手。セントラルでジェントルマンで通っていると自称。過去３度本塁打王に輝いている。モデルは山内一弘。
張口
ファイヤーズ外野手。過去4度の首位打者に輝いている。５番打者。モデルは張本勲。
林天和
ファイヤーズ1番外野手。毎年３割を打つ功打者。モデルは白仁天。

#### 九州パイレーツ
孫六が２戦目に闘った球団
高梨
パイレーツ１番打者外野手（ライト）。前年度３割１分２厘を記録して清州以来、高卒で新人王に輝いた。
豊倉
パイレーツ２番打者。モデルは豊田泰光。
永西
パイレーツの主砲サード。九州の怪童と呼ばれ球界随一のバットスピードをもつ。モデルは中西太。
バンス
孫六対策のため神鉄からトレードで入団した。元三冠王の外人選手。
橘川
孫六と投げ合ったパイレーツ投手。150キロボーイの異名を持つ速球派投手。
江差
パイレーツリリーフエース（クローザー）若いころは先発だったらしく、中二日は朝飯前と自称しているほか、ノーヒットノーランを自らが打ったサヨナラホームランで記録するなどの経歴を持っている。試合後孫六に対して「忘れ物や」とウイニングボールを至近距離で投げつけた後「野球おもろいか」と質問それに対して孫六は「いろんな人おるんで面白おかしゅうやらせてもらっています」と答えている。

### ゴルフ編での登場人物
ビッグ緒方
日本を代表するプロゴルファー。「ビッグ軍団」と呼ばれる軍団を率い、傘下に多数のプロゴルファーを抱えており、事実上日本のゴルフ界を牛耳り、日本のプロゴルファーの生殺与奪の権を握る存在。
孫六のゴルフ転向のニュースを見て、孫六を軍団に引き入れようと自らのパーティーに招待するが、最終的に配下の小政・大政、さらには自身もゴルフ対決で敗北するという返り討ちに遭う。
政木渉
通称「小政」。ビッグ軍団に属するプロゴルファーの一人で、特にパッティングが得意。
ビッグ緒方のパーティーの余興の一つとしてパッティング対決を行っていたところ、その対決に孫六が飛び入り。勝てば孫六が軍団入り、負ければ半年間出場停止という条件で対決を行ったが敗北した。
政岡尚一
通称「大政」。プロゴルファーでビッグ軍団の番頭格。負ければ自らが引退という条件でゴルフ対決を行ったが敗北した。
ジェフ・マドラー
日本のグリーンで活躍する外国人プロゴルファーだが、酒癖が悪くそれが元で、ビッグ緒方を挑発する発言をしたことから一方的に、「ビッグ軍団」から半年間の出場停止をさせられた際に、佐伯コミッショナーの孫に、賭けゴルフの掛け金を払ってほしいと泣きついてきた事から、甲斐と知り合いゴルフ対決の際にはトレーナーとして甲斐を指導しキャディとして帯同した。ゴルファーとして最初は弾道が定まらず安定感がなかった甲斐に、人間相手なら弾道が定まる事を発見しゴルファー甲斐を開眼させた。日本人の妻と子供がいる。

### アメリカ編での登場人物
ジョン・ハワード
アリゾナ・カウボーイズの監督。かつてはメジャー屈指の好捕手として鳴らし「ビック・ジョン」の異名で呼ばれており、打席に立って投球を目で追えなくなったことを理由に10年前に引退していたが、カウボーイズに入団した孫六の「孫六ボール」を受けられる捕手がチームに自分以外いないという事実と他のチームから孫六ボールを取れそうな選手をトレードで獲得するのが難しい事情と、自身をカムバックさせようとした孫六の挑発に乗る形で、プレーイングマネージャーとして急遽現役復帰した。背番号は60。
性格は典型的な「南部の保安官」といった人物で、カウボーイハットを愛用している。また何かにつけてすぐ愛用のライフル銃を撃つ癖があり、自宅の近所に銀行強盗が押し入った際や、孫六がチームメイトと大げんかを演じた際などにはライフル銃をぶっ放していた。かつてのチームメイトからは老けても全く変わってないと言われている。孫六の入団会見時には孫六の背番号の逆6を、孫六の常識はずれな性格や行動から「リバース6」ではなく「クレージー6」と呼ぶと決めた。
現在もキャッチングや守備の技術や強肩は健在だが、やはり現役を引退してからの10年間のブランクは大きく、打撃や走塁や体力の面では年相応の衰えを見せている。体力面の衰えの影響は特に高く、守備では体力の限界からミットがブレるなどし捕球し損ねたり、普通の球よりも激しい孫六の球を受け続けた事によって、疲労が出てそれが蓄積することで、孫六に投球のイニング制限が出たりしてしまう。WSでは自身の好判断によるプレーで、トリプルプレイにしたのを見たチームメイトからは、「後10年やれる」「バリバリ現役」と絶賛された。
ブライアン・ジョンストン
カウボーイズのエース投手。モデルはランディ・ジョンソン。孫六の先発復帰後はカウボーイズの二枚看板としてチームを支える。背番号は51
孫六もジョンストンには一目置いており、自ら及びハワードの体力的限界から降板を申し出た際にはリリーフにジョンストンを指名し後を託したこともある。
ジャッキー・アンダーソン
カウボーイズの1番打者でポジションはレフト。背番号は24。
ダニー小柴
野球浪人時代編から引き続き登場。メジャーリーグ編からは甲斐の専属エージェント（代理人）となり、渡米後は常に甲斐に帯同している。カウボーイズ入り後もベンチ内へ帯同しており、甲斐の通訳も務めている。
甲斐のエージェントになったのは、前述のロサンゼルス・ブルースターズに甲斐を売る画策が失敗し失業したから。来日前に離婚しており、その際に家も土地も別れた女房にくれてやったらしく、アメリカでの生活の全てを捨て、日本で一旗上げるつもりだったらしい。甲斐のカウボーイズ入り前は、メジャー球団との契約を取らない限り自身に収入が一切ない為、甲斐を売り込む為に各地を奔走した。WBT編では自らエージェント会社を立ち上げており、ボストン・ブルーソックスに投球が復活したらという条件で年俸10億と言うオファーを甲斐に持ちかける。

## その他
- 講談社コミックス月刊マガジンは1984年と1996年に装丁が変更されているが（週刊少年マガジン#講談社コミックスマガジン参照）、その変更前から刊行されていた作品については、新刊・増刷とも変更前の旧装丁を引き続き使用するようになっている。当作品の講談社コミックス版は、1984年以前の装丁で続巻した最後の作品であった。
- 長期連載の作品であるにもかかわらず、単行本の増刷の予定がなく初版の在庫がなくなると絶版扱いとなってしまうため、単行本を全巻揃えるのが困難な状態になっている。但し紙媒体の単行本とは異なり電子書籍の場合は供給に問題が無い。
- 漫画の進行は遅く、更に月刊誌ということもあり、連載年数は33年続いたものの、漫画の中での進行は1年半程度しか経過していない（2014年現在）。しかし作中の時代背景は連載年数とリンクしている（日本人のメジャーリーグ進出の本格化や携帯電話の使用など）。